# Sunstar 18
| Sunstar 18                   | Sunstar 18                       |
| ---------------------------- | -------------------------------- |
|                              |                                  |
| Technische Daten (Überblick) |                                  |
| Schiffstyp:                  | Segelyacht                       |
| Länge (ü.a.):                | 5,60 m                           |
| Breite (ü.a.):               | 2,31 m                           |
| Tiefgang:                    | Kimmkiel 0,7 m, Mittelkiel 0,9 m |
| Rumpfgeschwindigkeit:        | 5,5 kn                           |
| Leergewicht:                 | 700 kg                           |
| Masthöhe:                    | 6,08 m                           |
| Antriebsart:                 | Segel / Außenbordmotor           |
| Passagierkapazität:          | 4                                |
| Baujahre:                    |                                  |
| Designer:                    | A. C. Howard                     |
| Bauwerft:                    | Sun Yachts                       |

Die Sunstar 18 ist eine Serie von englischen Kleinstsegelyachten. Sie ist der bekannten Leisure 17 ähnlich.

## Deck
Das Cockpit bietet Platz für vier Personen.

## Rigg
Die Sunstar 18 ist als toppgetakelte Slup getakelt und kann mit einem Großsegel sowie mit Sturmfock, Fock, Genua oder Spinnaker gesegelt werden.

## Motorisierung
Als Motor kommt nur ein Außenbordmotor in Frage.

## Kiele und Ballast
Die Sunstar 18 ist als Kimmkieler und als Mittelkieler gebaut worden. Die Kimmkielversion kann durch die parallelen Kiele trockenfallen, ohne zu kippen und ist daher sehr gut für Tidengewässer geeignet. Das Boot segelt sich sehr stabil, auch bei mehr Wind krängt es nur sehr wenig. Die Mittelkielversion hat etwas mehr Tiefgang und kann etwas höher an den Wind segeln.

## Kajüte
Die kleine Kajüte bietet Platz für vier Personen zum Sitzen und Schlafen, in der Praxis haben aber kaum mehr als zwei Personen Platz.